# Система футбольних ліг України
Система футбольних ліг України поділяється на дві основні системи футбольних ліг України в залежності від статті (чоловічу і жіночу).
Система футбольних ліг України для чоловіків є найбільш розвинена і складається з більше як десяти рівнів. Вона керується трьома організаціями національного маштабу, а також меншими регіональними. До найавторитетніших організацій належать Прем'єр-ліга, Професіональна футбольна ліга й Асоціація аматорського футболу. Окремо існує система футбольних ліг України для жінок, яка керується Всеукраїнською асоціацією жіночого футболу. Окремо від цих двох основних існує також щонайменьше ще одна "система", яка керується асоціацією студентів і команди яких інколи брали участь в змаганнях основної системи футбольних ліг України для чоловіків такі як КНТЕУ-Меркурій, ІФТУНГ-Факел й інші.
У радянській добі 1921 - 1991.,; Першість УСРР 1921-1935 розіграли серед команд міст, паралельно у 1929 -1935 турніри проводили ПСТ Динамо (УСРР ), з1936 по 1959 першість України розігрували серед команд що не брали участь у союзних змаганнях, у 1960-1969 чемпіонат УРСР розігрували команди класу Б.1970-1991 Друге ліга. 

## Поточна структура серед чоловіків (на початок сезону 2021/2022)
| Рівень | Ліга/Дивізіон | Ліга/Дивізіон | Ліга/Дивізіон | Ліга/Дивізіон | Ліга/Дивізіон | Ліга/Дивізіон | Ліга/Дивізіон | Ліга/Дивізіон | Ліга/Дивізіон | |
| ------ | --- | --- | --- | --- | --- | --- | --- | --- | --- | --- |
| 1      | Прем'єр-ліга 16 клубів | Прем'єр-ліга 16 клубів | Прем'єр-ліга 16 клубів | Прем'єр-ліга 16 клубів | Прем'єр-ліга 16 клубів | Прем'єр-ліга 16 клубів | Прем'єр-ліга 16 клубів | Прем'єр-ліга 16 клубів | Прем'єр-ліга 16 клубів | |
| 2      | Перша ліга 16 клубів | Перша ліга 16 клубів | Перша ліга 16 клубів | Перша ліга 16 клубів | Перша ліга 16 клубів | Перша ліга 16 клубів | Перша ліга 16 клубів | Перша ліга 16 клубів | Перша ліга 16 клубів | |
| 3      | Друга ліга Група А 15 клубів | Друга ліга Група А 15 клубів | Друга ліга Група А 15 клубів | Друга ліга Група Б 16 клубів | Друга ліга Група Б 16 клубів | Друга ліга Група Б 16 клубів | | | | |
| 4      | Аматорський чемпіонат Група 1 10 клубів | Аматорський чемпіонат Група 1 10 клубів | Аматорський чемпіонат Група 2 10 клубів | Аматорський чемпіонат Група 2 10 клубів | Аматорський чемпіонат Група 3 9 клубів | Аматорський чемпіонат Група 3 9 клубів | | | | |
| 5-8    | Рівні регіональнах чемпіонатів 25 обласних асоціацій футболу (від 1-го до 4-ох регіональних рівнів в залежності від області) < 760 клубів. | Рівні регіональнах чемпіонатів 25 обласних асоціацій футболу (від 1-го до 4-ох регіональних рівнів в залежності від області) < 760 клубів. | Рівні регіональнах чемпіонатів 25 обласних асоціацій футболу (від 1-го до 4-ох регіональних рівнів в залежності від області) < 760 клубів. | Рівні регіональнах чемпіонатів 25 обласних асоціацій футболу (від 1-го до 4-ох регіональних рівнів в залежності від області) < 760 клубів. | Рівні регіональнах чемпіонатів 25 обласних асоціацій футболу (від 1-го до 4-ох регіональних рівнів в залежності від області) < 760 клубів. | Рівні регіональнах чемпіонатів 25 обласних асоціацій футболу (від 1-го до 4-ох регіональних рівнів в залежності від області) < 760 клубів. | | | | |
| 9<     | Чемпіонати районів або міст Близько 600 федерацій та асоціацій футболу районів або міст обласного підпорядкування < 5000 клубів (команд).  | Чемпіонати районів або міст Близько 600 федерацій та асоціацій футболу районів або міст обласного підпорядкування < 5000 клубів (команд).  | Чемпіонати районів або міст Близько 600 федерацій та асоціацій футболу районів або міст обласного підпорядкування < 5000 клубів (команд).  | Чемпіонати районів або міст Близько 600 федерацій та асоціацій футболу районів або міст обласного підпорядкування < 5000 клубів (команд).  | Чемпіонати районів або міст Близько 600 федерацій та асоціацій футболу районів або міст обласного підпорядкування < 5000 клубів (команд).  | Чемпіонати районів або міст Близько 600 федерацій та асоціацій футболу районів або міст обласного підпорядкування < 5000 клубів (команд).  | Чемпіонати районів або міст Близько 600 федерацій та асоціацій футболу районів або міст обласного підпорядкування < 5000 клубів (команд). | Чемпіонати районів або міст Близько 600 федерацій та асоціацій футболу районів або міст обласного підпорядкування < 5000 клубів (команд). | Чемпіонати районів або міст Близько 600 федерацій та асоціацій футболу районів або міст обласного підпорядкування < 5000 клубів (команд). | Чемпіонати районів або міст Близько 600 федерацій та асоціацій футболу районів або міст обласного підпорядкування < 5000 клубів (команд). |

## Поточна структура серед жінок (на початок сезону 2021/2022)
| Рівень | Ліга/Дивізіон | Ліга/Дивізіон | Ліга/Дивізіон | Ліга/Дивізіон | Ліга/Дивізіон | Ліга/Дивізіон | Ліга/Дивізіон        | Ліга/Дивізіон        | Ліга/Дивізіон        |
| ------ | --- | --- | --- | --- | --- | --- | -------------------- | -------------------- | -------------------- |
| 1      | Вища ліга 10 клубів | Вища ліга 10 клубів | Вища ліга 10 клубів | Вища ліга 10 клубів | Вища ліга 10 клубів | Вища ліга 10 клубів | Вища ліга 10 клубів  | Вища ліга 10 клубів  | Вища ліга 10 клубів  |
| 2      | Перша ліга 10 клубів | Перша ліга 10 клубів | Перша ліга 10 клубів | Перша ліга 10 клубів | Перша ліга 10 клубів | Перша ліга 10 клубів | Перша ліга 10 клубів | Перша ліга 10 клубів | Перша ліга 10 клубів |
| 3-5    | Рівні регіональнах чемпіонатів 25 обласних асоціацій футболу (від 1-го до 3-ох регіональних рівнів в залежності від області) | Рівні регіональнах чемпіонатів 25 обласних асоціацій футболу (від 1-го до 3-ох регіональних рівнів в залежності від області) | Рівні регіональнах чемпіонатів 25 обласних асоціацій футболу (від 1-го до 3-ох регіональних рівнів в залежності від області) | Рівні регіональнах чемпіонатів 25 обласних асоціацій футболу (від 1-го до 3-ох регіональних рівнів в залежності від області) | Рівні регіональнах чемпіонатів 25 обласних асоціацій футболу (від 1-го до 3-ох регіональних рівнів в залежності від області) | Рівні регіональнах чемпіонатів 25 обласних асоціацій футболу (від 1-го до 3-ох регіональних рівнів в залежності від області) |                      |                      |                      |